# Jiří Smejkal
Jiří Smejkal (24. října 1939 – 5. října 2013) byl v letech 1990 až 1993 pátým primátorem města Ostravy.
Primátorem byl zvolen v roce 1990 za Občanské fórum. Podílel se na vzniku Ostravské univerzity a jazykového gymnázia. Během jeho funkčního období byla v Ostravě založena pobočka Alliance Française a British Council. Inicioval založení Kolegia primátorů statutárních měst v roce 1992 a Agentury pro regionální rozvoj v roce 1993. Dosáhl zapojení města do mezinárodní spolupráce regionů v rámci programu Ouverture. Funkci vykonával do 24. listopadu 1993.
V komunálních volbách v roce 1994 obhájil mandát zastupitele města Ostravy za ČSSD. Ve volbách v roce 1998 ale již s obhajobou neuspěl. V roce 1996 neúspěšně kandidoval do senátu v obvodu č. 70 - Ostrava-město jako člen ČSSD. Dostal se sice do druhého kola, ale v něm ho porazil občanský demokrat Mirek Topolánek. V krajských volbách v roce 2000 pak za ČSSD kandidoval do Zastupitelstva Moravskoslezského kraje, ale neuspěl.
Po konci svého politickém angažmá se věnoval své původní profesi architekta, kterou vystudoval na Fakultě architektury a pozemního stavitelství Vysokého učení technického v Brně.